# Leila Hatami

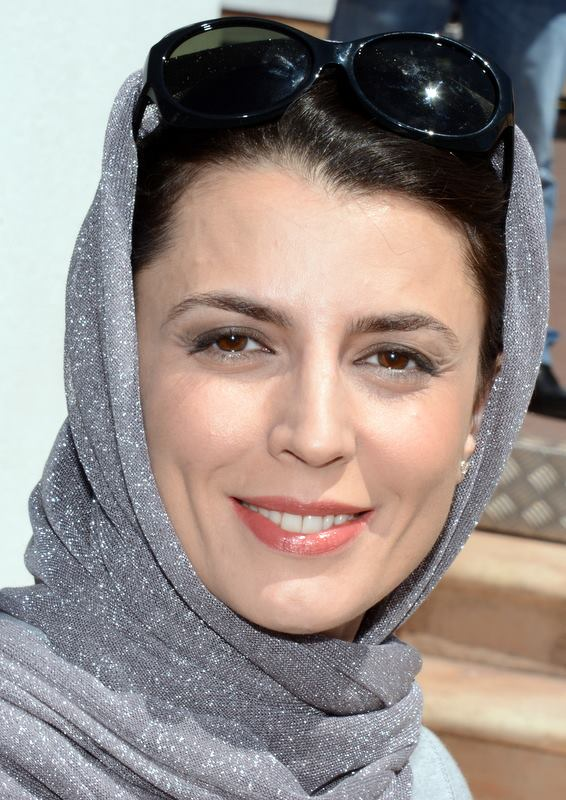
Leila Hatami, 2014

Leila Hatami (persisch لیلا حاتمی; * 1. Oktober 1972 in Teheran) ist eine iranische Schauspielerin. Sie ist die Tochter des Regisseurs Ali Hatami und der Schauspielerin Zari Khoshkam.

## Leben und Karriere
Nach ihrem Schulabschluss besuchte Hatami die Eidgenössische Technische Hochschule (EPFL) in Lausanne in der Schweiz. Dort studierte sie zunächst Elektrotechnik, wechselte nach zwei Jahren aber zu Französischer Literatur.
Neben ihrer Muttersprache Persisch spricht Hatami fließend Englisch und Französisch sowie Deutsch.
Bereits 1984 wirkte sie in dem Film Kamalolmolk mit. Nach ihrer Rückkehr aus der Schweiz erhielt sie in dem Film Leila ihre erste Hauptrolle, für die sie beim 15. Fajr-Filmfestival in Teheran mit dem Ehrenpreis als beste Schauspielerin ausgezeichnet wurde.
2017 wurde sie in die Academy of Motion Picture Arts and Sciences (AMPAS) aufgenommen, die jährlich die Oscars vergibt.
Im Jahr 2022 wurde sie in die Wettbewerbsjury der 79. Filmfestspiele von Venedig berufen.
Bei Dreharbeiten lernte sie ihren Kollegen Ali Mosaffa kennen, den sie 1999 heiratete und mit dem sie einen Sohn (* Februar 2007) und eine Tochter (* Oktober 2008) hat.

## Filmografie (Auswahl)
- 1998: Leila
- 2002: Istgah-Matrouk
- 2011: Nader und Simin – Eine Trennung (persisch جدایی نادر از سیمین, Dschodai-ye Nader az Simin)
- 2012: Meeting Leila

## Auszeichnungen
- 1997: Diploma of Honor for Best Actress als beste Hauptdarstellerin für Leila – 15. Fajr Filmfestival
- 2001: Beste Hauptdarstellerin für Water & Fire – 5. Khaneh Cinema Celebration
- 2002: Beste Schauspielerin für Deserted Station – 25. Montréal World Film Festival
- 2009: Beste Hauptdarstellerin für Bi Pooli – 27. Fajr Filmfestival
- 2011: Beste Schauspielerin für Nader und Simin – eine Trennung – 61. Berlinale